# Первый Московский часовой завод
Первый Московский часовой завод — первый государственный часовой завод, основанный в 1930 году. Находился по адресу Марксистская улица, 34, к. 5.

## История
Первоначально часовая промышленность Советского Союза включала в себя ряд мелких мастерских, объединённых в Трест точной механики. Однако потребности государства в качественных и современных часах собственного производства постоянно росли, поэтому в 1929 году правительством СССР было принято решение о создании первого завода по производству часов в рамках программы Первой пятилетки.
Полный комплект оборудования для этого завода был поставлен компанией Dueber-Hampden Watch Company из США, которая была выкуплена СССР через посредническую организацию — Амторг (англ. Amtorg Trading Corporation). Монтажом оборудования и производством на его начальном этапе руководили американские специалисты.

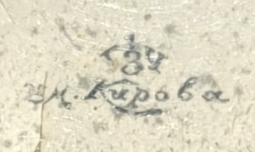

С 1930 по 1940 год завод произвёл 2,4 млн штук карманных часов. В 1935 году ему было присвоено имя С. М. Кирова, в связи с чем, часы, произведённые на заводе, в народе получили прозвище «Кировка». В начале Великой Отечественной войны завод был эвакуирован в г. Златоуст. В Москве возобновил работу в 1942 году и выпускал продукцию для фронта. В 1946—1961 гг. производил часы марки «Победа». Завод первым в СССР (в конце 1950-х) начал выпуск механических часов с будильником «Полёт» (Poljot) «Сигнал» 2612. В 1961 году заводу присвоено звание «Предприятие коммунистического труда». Награждён орденом Ленина (1966). С начала 1970-х гг. реконструирован. В 1973 году выпустил свыше 3 млн штук часов «Полёт» в 114 вариантах оформления с различными дополнительными устройствами.
После распада СССР завод был преобразован 14 февраля 1992 года в акционерное общество. В 1997 на базе завода основана ООО «Полёт-Классика». В 2001 году — ООО «Полёт-Хронос». В 2005 году оборудование завода и его технологии по производству калибра хронографа 3133 были выкуплены часовым холдингом «Мактайм». После этого выпуск часов предприятием был прекращен, бывшие производственные помещения сдаются в аренду. 2 августа 2018 года ЗАО «Первый Московский часовой завод» преобразовано в ООО «Первый Московский часовой завод».

## Продукция

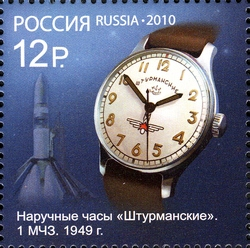
«Штурманские», 1949. Марка России, 2010.

Часы «Штурманские» взял в первый космический полёт Юрий Гагарин.
Наиболее известные марки часов Первого МЧЗ:
- «Сигнал» 2612 18 камней
- «Победа».
- «Москва».
- «Маяк».
- «Спортивные» — с функцией остановки секундной стрелки.
- «Кировские».
- «Спутник» — особое оформление «Кировских» в честь запуска первого искусственного спутника Земли в 1957 г.
- «Родина» — первые советские часы с функцией автоподзавода.
- «Штурманские» 2609 12 апреля 1961 года изготовленные по спецзаказу часы Штурманские взял с собой в космический полет Юрий Гагарин.
- «Штурманские» 3133 23 камня — часы (хронограф) для военных лётчиков и штурманов. Выпускались с приёмкой представителя заказчика (Министерства обороны) и выдавались указанным категориям как инвентарь. Некоторые модели имеют двойной календарь, секундомер, шкалу определения расстояний по светозвуковым сигналам (основана на разнице между скоростью света и скоростью звука). Стоимость таких моделей часов «Штурманские» в середине 1980-х годов составляла 140 рублей (ГУМ 147 рублей). Безкулачковый калибр 3133 23 камня был приобретён по лицензии у швейцарской фирмы
- «Океан» — часы для моряков, вариант часов «Штурманские». Шкала определения расстояний по светозвуковым сигналам градуирована в кабельтовых и морских милях. Шли вместе с перечнем судового оборудования и не являлись собственностью капитана.
- «Sekonda» — часы этой марки выпускались с конца 60-х годов, поставлялись исключительно на экспорт (в основном в Англию и Европу). В настоящее время первый часовой завод продолжает производство часов марки «Sekonda» для продажи на внутреннем рынке.
- «Romanoff» — на российском часовом рынке с 1993 года.

Часы Romanoff представляют Первый Московский часовой завод на международном рынке. Часовая коллекция Romanoff получила Паспорт изделия высокого мастерства исполнения (N JM11 1394), заверенный Музеем Московского Кремля, Русским музеем, Государственным Эрмитажем и Российским Этнографическим музеем.
Изначально предприятие было ориентировано на выпуск мужских и женских наручных часов, но спустя несколько лет после открытия, завод наладил выпуск часов специального назначения.
Часовое производство «Полёт-Хронос» занимает лидирующую позицию на рынке наградных часов с символикой администраций, министерств и ведомств, подарочных часов с логотипом заказчиков, которыми являются крупные предприятия и известные компании.